# Nicolae Ciolacu
Nectarie Ciolacu (pe numele de mirean: Nicolae Ciolacu; n. 15 august 1910, Macedonia, Imperiul Otoman – d. 31 august 2000, Mănăstirea Sâmbăta de Sus, Brașov, România) a fost un legionar aromân luptător anticomunist din România și a condus, alături de Gogu Puiu și frații Fudulea (Nicolae Fudulea și Dumitru Fudulea), mișcarea de rezistență anticomunistă denumită Haiducii Dobrogei.